# Raimundo de Madrazo y Garreta
Raimundo de Madrazo y Garreta (ur. 24 czerwca 1841 w Rzymie, zm. 15 września 1920 w Wersalu) – hiszpański malarz portrecista.
Pochodził z rodziny o tradycjach artystycznych, jego dziadkiem był neoklasyczny malarz José Madrazo, ojcem Federico, a wujami Pedro i Luis Madrazo. Jego brat Ricardo i kuzyn Marià Fortuny również zostali malarzami. Rodzina Madrazo była również spokrewniona z polskim malarzem Tadeuszem Kuntze, którego córka Izabela Kuntz Valentini była żoną José Madrazo.
Nauczycielami Raimunda byli początkowo ojciec i dziadek, później naukę kontynuował w Królewskiej Akademii Sztuk Pięknych św. Ferdynanda w Madrycie. Po 1860 artysta przebywał głównie w Paryżu, gdzie pobierał lekcje u Léona Cognieta. Debiutował na Wystawie Światowej w tym samym roku i szybko stał się jednym z najbardziej cenionych paryskich portrecistów. Był czołową postacią wśród artystów hiszpańskich działających we Francji, medal i Legię Honorową otrzymał za udział w kolejnej Wystawie Światowej w 1889. Ostatnie lata życia spędził w Wersalu.
Raimundo de Madrazo malował przede wszystkim realistyczne portrety i sceny rodzajowe utrzymane w duchu akademizmu. Jego twórczość cechuje sprawność warsztatu, żywa kolorystyka i lekki, pogodny nastrój. Zmysłowe i lekkie kompozycje Madrazo wykazują też wpływ rokoka i sztuki japońskiej. Klientami malarza byli najczęściej przedstawiciele burżuazji, arystokracji i bogatego mieszczaństwa.
Prace artysty znajdują się w kolekcjach publicznych i prywatnych w całej Europie i Stanach Zjednoczonych, m.in. w Metropolitan Museum of Art w Nowym Jorku, Musée d’Orsay w Paryżu i Prado w Madrycie.

## Wybrane dzieła
- Aline Masson
- Aline Masson con mantilla blanca, Prado Madryt
- Aline Masson con tocado de gasa, Państwowe Muzeum Sztuk Pięknych w Buenos Aires
- Atrio de la Iglesia de San Ginés
- Canal de Mancorbo
- Después del baño
- El chocolate
- Fond Memories, kolekcja prywatna
- Escribiendo el diario
- Felicitación de cumpleaños, Prado Madryt
- La carta
- Lección de música
- Retrato de familia
- Retrato de la Sra. James Leigh Coleman
- Retrato de Ramón de Errazu
- Retrato de José Domingo Irureta Goyena
- Retrato de su hermana Cecilia
- La lectura
- Petit dejeuner
- Salida del baile de máscaras, Museo Carmen Thyssen.
- Travesuras de la modelo
- Una gitana
- Un barco naufragado

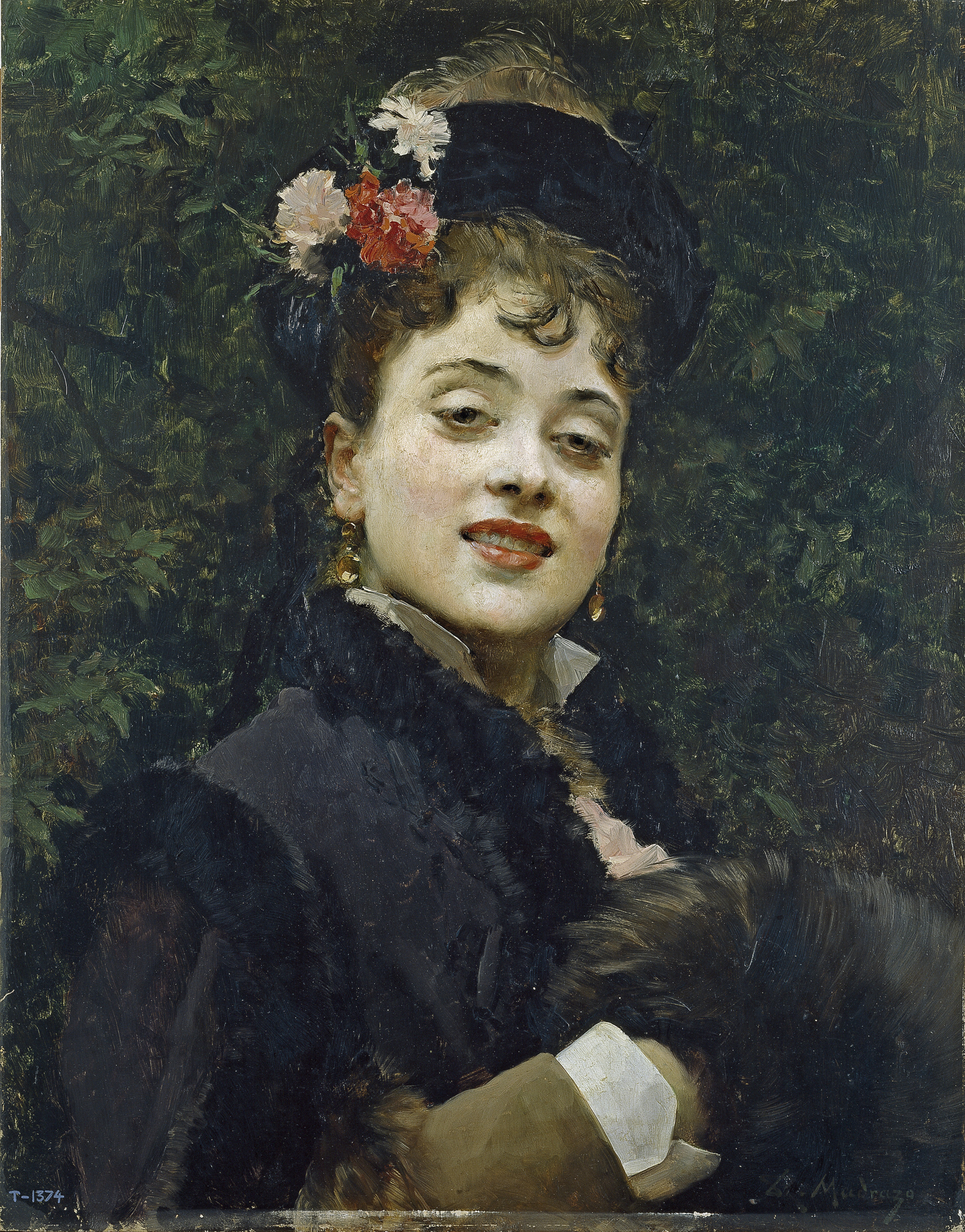
La modelo Aline Masson (ok.1876), Prado Madryt
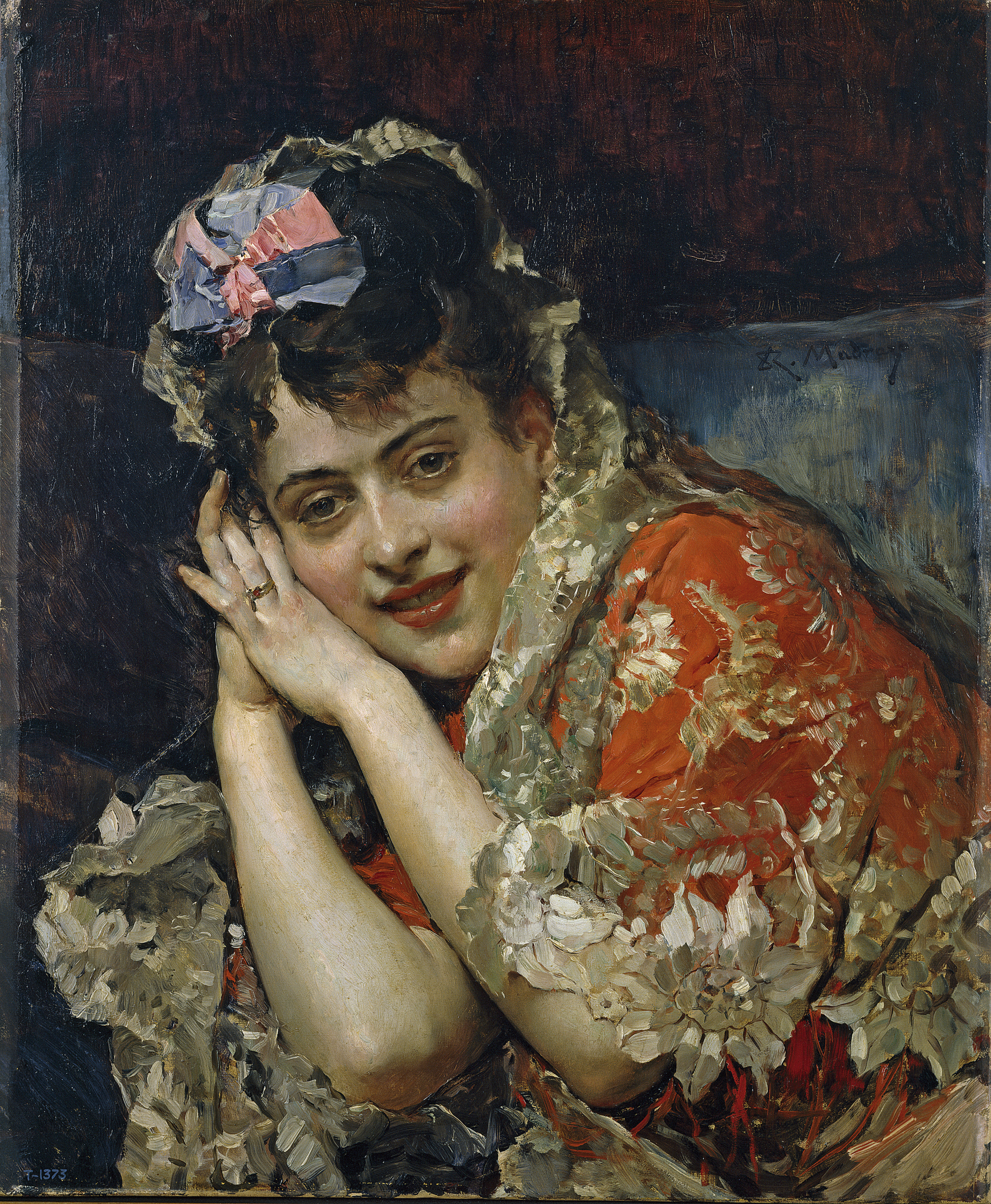
Aline Masson con mantilla blanca (ok.1875), Prado Madryt
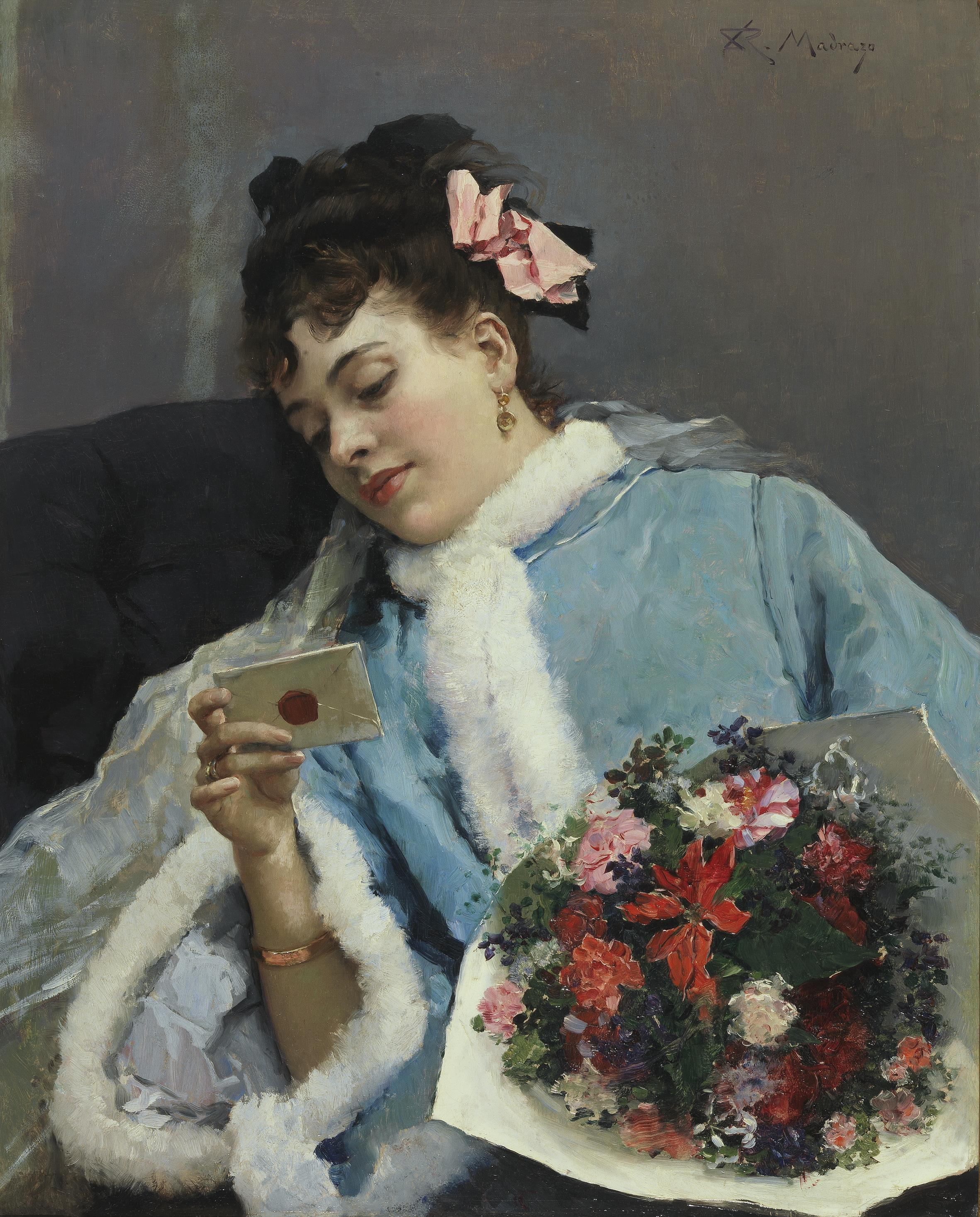
Felicitación de cumpleaños (XIX w.), Prado Madryt
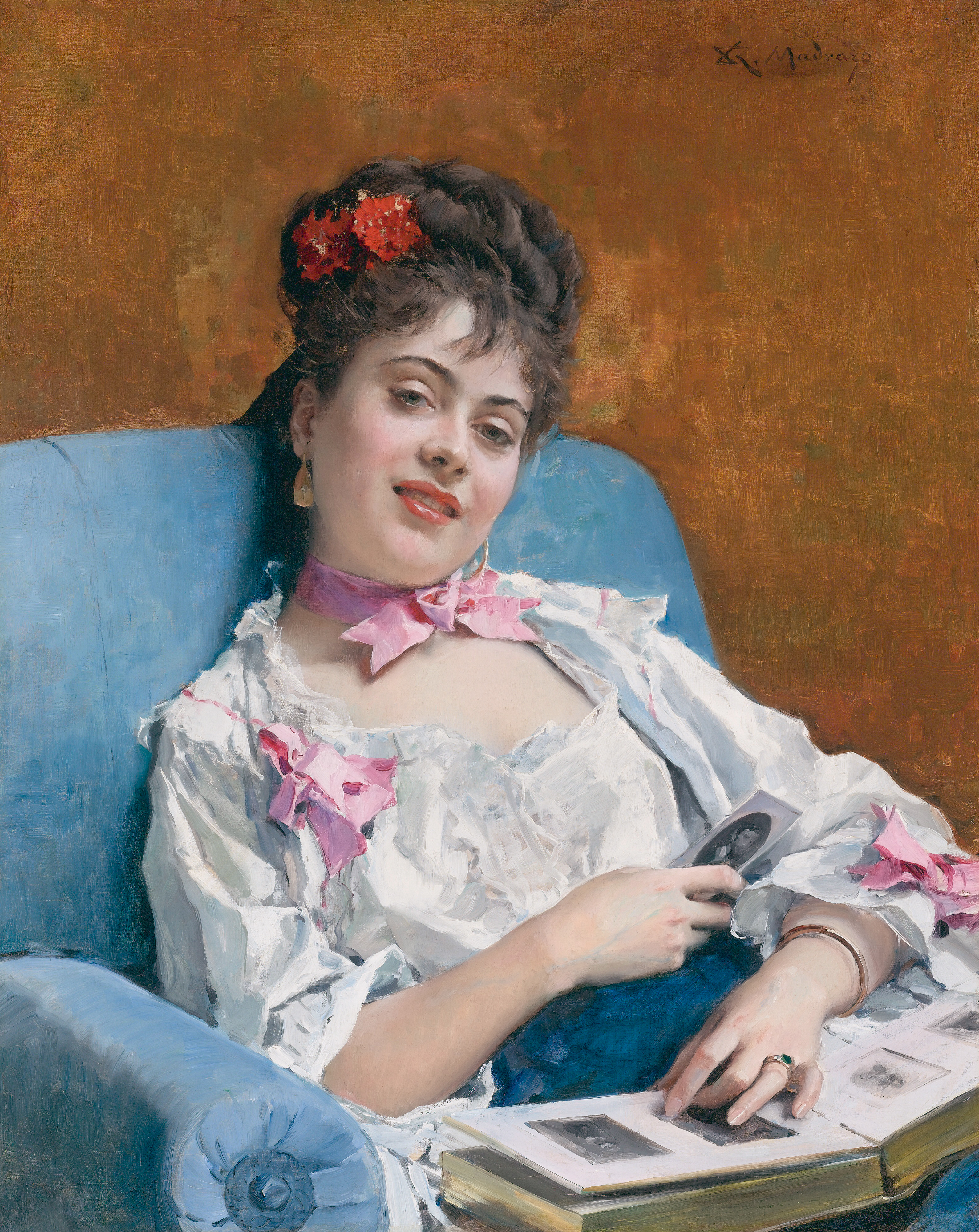
Fond Memories, kolekcja prywatna
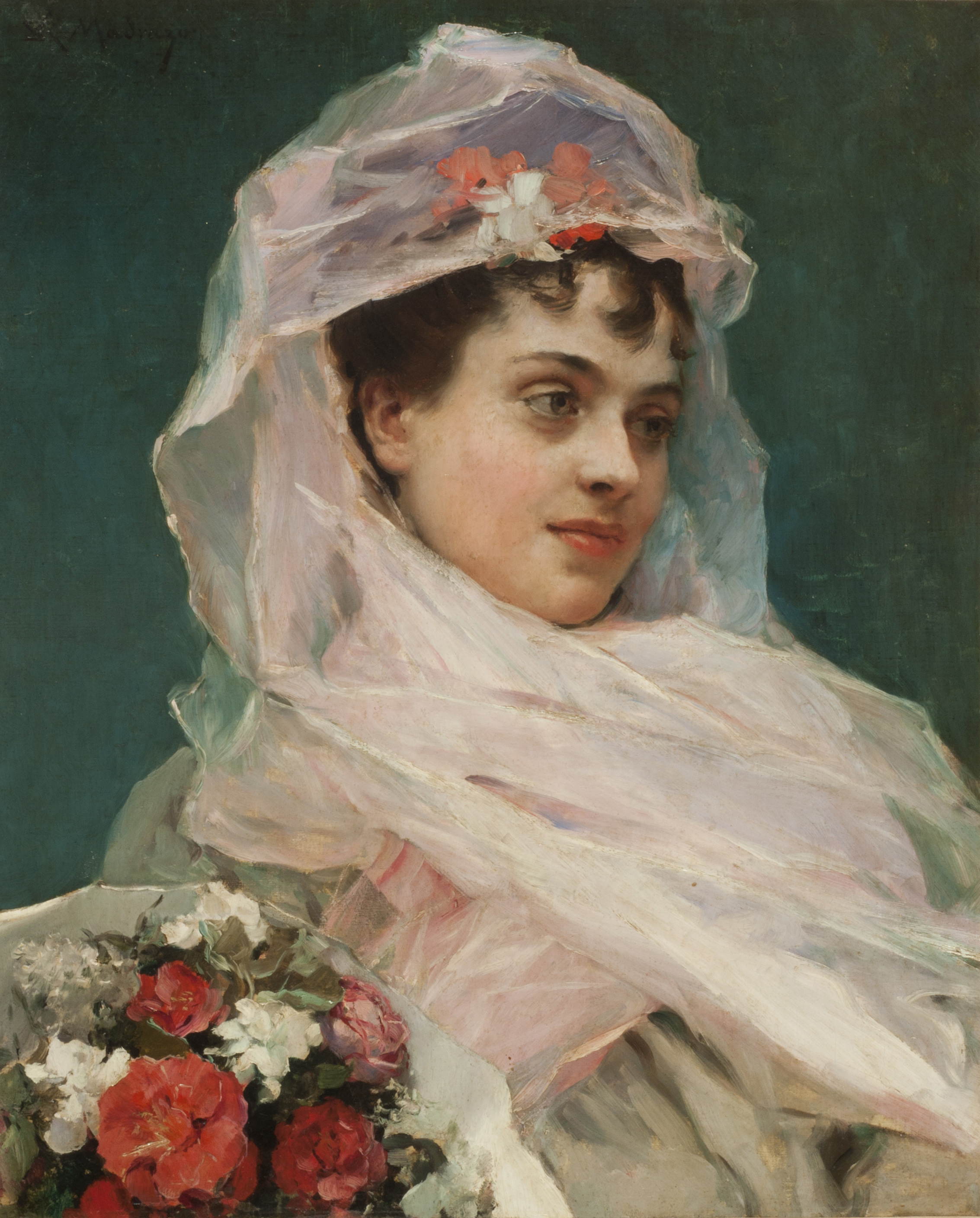
Aline Masson con tocado de gasa (1880), Państwowe Muzeum Sztuk Pięknych w Buenos Aires
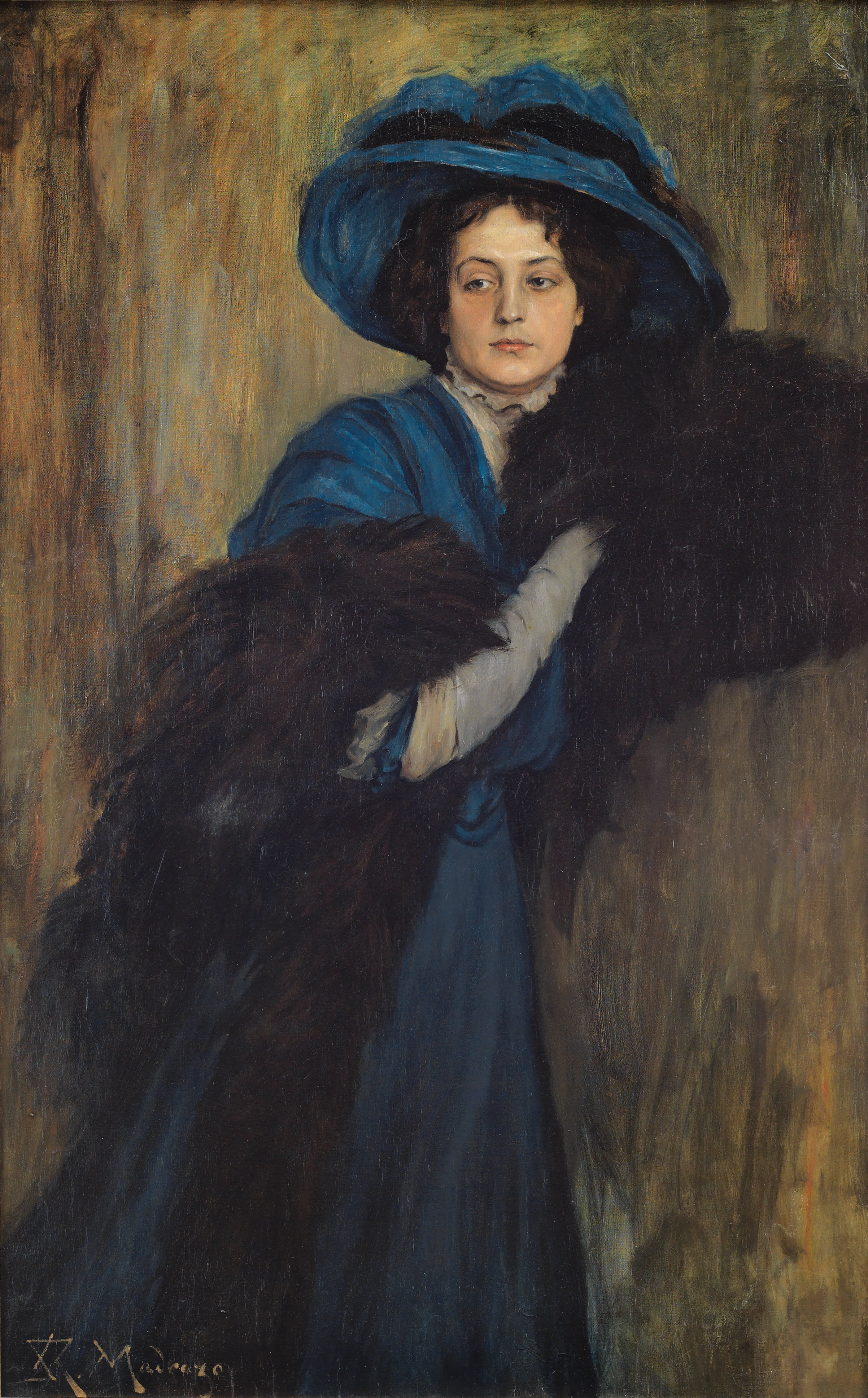
Retrato de dama en azul (1897-1905, Muzeum Sztuk Pięknych w Bilbao